# (4334) Foo
(4334) Foo es un asteroide perteneciente al cinturón de asteroides, descubierto el 2 de septiembre de 1983 por Henri Debehogne desde el Observatorio de La Silla, Chile.

## Designación y nombre
Designado provisionalmente como 1983 RO3. Fue nombrado Foo en honor a la consultora del Banco Mundial Lillian Foo y reportera de "The Straits Times" en Singapur.

## Características orbitales
Foo está situado a una distancia media del Sol de 3,139 ua, pudiendo alejarse hasta 3,754 ua y acercarse hasta 2,525 ua. Su excentricidad es 0,195 y la inclinación orbital 1,633 grados. Emplea 2032 días en completar una órbita alrededor del Sol.

## Características físicas
La magnitud absoluta de Foo es 13.